# Tom Wilson (musikproducent)
För andra betydelser, se Tom Wilson.
Tom Wilson, född 25 mars 1931, död 6 september 1978, var en amerikansk musikproducent. Han var som mest aktiv under 1960-talet då han producerade artister som Bob Dylan, Simon and Garfunkel, The Mothers of Invention och The Velvet Underground.
Wilson inledde sin karriär i slutet av 1950-talet då han producerade jazzalbum av bland andra Cecil Taylor och Sun Ra. I början av 1960-talet bytte han genre då han värvades av Columbia Records för att ersatta John Hammond som producent åt Bob Dylan. Han producerade tre av Dylans album under 1960-talet, The Times They Are a-Changin', Another Side of Bob Dylan och Bringing It All Back Home, samt singeln "Like a Rolling Stone". Wilson hade en viktig roll i utformandet av Dylans övergång till folkrock. Under tiden på Columbia producerade han även bland annat Simon and Garfunkels Wednesday Morning, 3 AM.
Efter att 1965 lämnat Columbia för Verve Records gav Wilson skivkontrakt åt The Mothers of Invention och producerade deras två första album, Freak Out!  och Absolutely Free. Under andra halvan av 1960-talet producerade han också album av The Animals, The Velvet Underground, Nico, The Blues Project och Soft Machine.
Wilson avled i en hjärtattack 1978.